# Wimm Bill Dann
Pour les articles homonymes, voir Dann.
Wimm Bill Dann est une entreprise agroalimentaire russe. Fondée en 1992, elle fait partie de l'indice RTS et son siège est à Moscou. Le chiffre d'affaires de la société pour l'année 2024 en Russie s'élève à 1,5 milliard d'euros.

## Historique
En 2003, Wimm-Bill-Dann a acquis une usine de production d’eau minérale située à Essentuki.

## Faits intéressants
Le nom de l'entreprise vient du Tournoi de Wimbledon. Le petit animal sur le logo de Wimm Bill Dann a été élaboré par des designers pour l'entreprise.